# Planificación automática
La planificación automática (Automated planning) es una disciplina de la inteligencia artificial que tiene por objeto la producción de planes (es decir, un planificación), típicamente para la ejecución de un robot u otro agente. Los programas de planificación que incorporan estos algoritmos se denominan planificadores.
Un planificador típicamente considera 3 entradas:
- una descripción del estado inicial del mundo
- una descripción del objetivo a alcanzar
- un conjunto de acciones posibles

Generalmente, cada acción especifica precondiciones que se deben cumplir como requisito a tal acción, así como postcondiciones, que constituyen el efecto sobre el estado actual del mundo.
Ejemplos de problemas de planificación pueden ser determinar la trayectoria de un robot en un espacio con obstáculos, o el problema de las torres de Hanói.